# Coppa Italia 2009/10
Die Coppa Italia, der italienische Pokal, begann in der Saison 2009/10 am 2. August 2009 mit den Erstrundenspielen. Das Finale fand am 5. Mai 2010 zwischen der AS Rom und Inter Mailand statt. Die Mailänder gewannen das Endspiel mit 1:0 durch einen Treffer von Diego Milito. Für Inter war es der sechste Pokalerfolg in der Vereinsgeschichte.

## Modus
An der 62. Ausgabe des Wettbewerbs nahmen insgesamt 78 Mannschaften teil. Die gesamte der Serie A der Saison 2008/09 sowie 20 Vereine der aktuellen Serie B. Des Weiteren wurden 20 Teams von der Lega Pro Prima Divisione (ehemals C1) gestellt, die jeweils 10 Bestplatzierten von Girone A und Girone B. Die Lega Pro Seconda Divisione (ehemals C2) hingegen stellte nur noch neun Vereine, jeweils den Gruppenersten und die Playoff-Finalisten der Girone A, B und C. Aus der höchsten Amateurliga Italiens, der Serie D, wurden die restlichen neun Plätze aufgefüllt.
In der ersten Runde trafen die 36 Mannschaften der drei untersten Spielklassen aufeinander. Die Gewinner der Spiele treffen dann in der zweiten Runde auf die 22 Vereine der Serie B. In der dritten Runde wiederum trafen die Erstligisten der Plätze 9–20 der vergangenen Saison auf die Gewinner der vorherigen Runde. Die 16 Gewinner dieser dritten Runde spielen erst noch einmal untereinander 8 Teams aus, die dann im Achtelfinale auf die Klubs der Plätze 1–8 der vergangenen Saison treffen.
Bis auf die Halbfinalpartien wurde jeweils nach dem K.-o.-System verfahren, nur die Runde der letzten Vier wurde mittels Hin- und Rückspiel entschieden.

## 1. Runde
|                   | Ergebnis        |                                  |
| ----------------- | --------------- | -------------------------------- |
| Ternana Calcio    | 3:2             | AC Renate                        |
| US Pergocrema     | 0:1             | ASC Figline                      |
| Real Marcianise   | 0:2             | US Alessandria Calcio            |
| US Foggia         | 3:1             | AS Viterbese Calcio              |
| Pro Patria Calcio | 4:0             | Gela Calcio                      |
| Novara Calcio     | 1:0             | AS Pescina Valle del Giovenco    |
| Taranto Sport     | 1:3             | Cosenza Calcio 1914              |
| SS Cavese         | ?:? (3:5 i. E.) | AS Varese 1910                   |
| SPAL Ferrara      | 2:1             | Como Calcio                      |
| US Cremonese      | 2:0             | AS Chioggia Sottomarina          |
| Ravenna Calcio    | 3:2             | Giulianova Calcio                |
| Rimini Calcio     | 1:2 n. V.       | Vico Equense Calcio              |
| Benevento Calcio  | 3:1             | AC Prato                         |
| AC Arezzo         | 2:0             | Polisportiva Castellarano Calcio |
| AC Reggiana       | 4:0             | ASD Sansepolcro                  |
| Spezia Calcio     | 0:1 n. V.       | Hellas Verona                    |
| AC Lumezzane      | 3:0             | Fano Calcio                      |
| AC Perugia        | 1:0             | AG Nocerina                      |

## 2. Runde
|                    | Ergebnis        |                       |
| ------------------ | --------------- | --------------------- |
| Salernitana Calcio | 1:0             | Benevento Calcio      |
| Sassuolo Calcio    | 2:0             | US Alessandria Calcio |
| AC Lumezzane       | 6:0             | Gallipoli Calcio      |
| FC Modena          | ?:? (3:5 i. E.) | Novara Calcio         |
| FC Turin           | 1:0             | ASC Figline           |
| Reggina Calcio     | 3:0             | AC Arezzo             |
| FC Empoli          | 2:0             | AC Reggiana           |
| US Lecce           | 4:0             | Vico Equense Calcio   |
| US Triestina       | 1:0 n. V.       | US Foggia             |
| Brescia Calcio     | 1:0             | Ravenna Calcio        |
| SPAL Ferrara       | 3:1 n. V.       | UC Albinoleffe        |
| Piacenza Calcio    | 1:3             | Hellas Verona         |
| Ancona Calcio      | 1:0             | AC Perugia            |
| Frosinone Calcio   | ?:? (4:3 i. E.) | AS Varese 1910        |
| AC Mantova         | 3:1             | Pro Patria Calcio     |
| AS Cittadella      | 2:0             | Padova Calcio         |
| AC Cesena          | ?:? (3:2 i. E.) | Ternana Calcio        |
| Vicenza Calcio     | 1:2             | US Cremonese          |
| US Grosseto        | 3:2             | Cosenza Calcio 1914   |

## 3. Runde
|                 | Ergebnis        |                    |
| --------------- | --------------- | ------------------ |
| Sassuolo Calcio | 2:0             | Hellas Verona      |
| FC Parma        | 1:2             | Novara Calcio      |
| AS Livorno      | 2:0             | FC Turin           |
| AS Cittadella   | 2:1 n. V.       | Ascoli Calcio      |
| US Palermo      | 4:2             | SPAL Ferrara       |
| Brescia Calcio  | 0:1             | Reggina Calcio     |
| Catania Calcio  | 1:0             | US Cremonese       |
| AS Bari         | ?:? (4:5 i. E.) | FC Empoli          |
| Ancona Calcio   | 2:3             | AC Lumezzane       |
| FC Bologna      | ?:? (6:7 i. E.) | Frosinone Calcio   |
| Chievo Verona   | 3:0             | AC Mantova         |
| AC Cesena       | 0:1             | Atalanta Bergamo   |
| US Triestina    | 1:0             | Cagliari Calcio    |
| Sampdoria Genua | 6:2             | US Lecce           |
| SSC Neapel      | 3:0             | Salernitana Calcio |
| AC Siena        | 2:0             | US Grosseto        |

## 4. Runde
|                  | Ergebnis |                  |
| ---------------- | -------- | ---------------- |
| Chievo Verona    | 2:0      | Frosinone Calcio |
| AC Siena         | 0:2      | Novara Calcio    |
| Atalanta Bergamo | 0:1      | AC Lumezzane     |
| SSC Neapel       | 1:0      | AS Cittadella    |
| US Palermo       | 4:1      | Reggina Calcio   |
| US Triestina     | 1:0      | Sassuolo Calcio  |
| Sampdoria Genua  | 1:2      | AS Livorno       |
| Catania Calcio   | 2:0      | FC Empoli        |

## Achtelfinale
|                | Ergebnis |                |
| -------------- | -------- | -------------- |
| Inter Mailand  | 1:0      | AS Livorno     |
| AS Rom         | 3:1      | US Triestina   |
| AC Mailand     | 2:1      | Novara Calcio  |
| CFC Genua      | 1:2      | Catania Calcio |
| Juventus Turin | 3:0      | SSC Neapel     |
| AC Florenz     | 3:2      | Chievo Verona  |
| Udinese Calcio | 2:0      | AC Lumezzane   |
| Lazio Rom      | 2:0      | US Palermo     |

## Viertelfinale
|               | Ergebnis |                |
| ------------- | -------- | -------------- |
| AC Florenz    | 3:2      | Lazio Rom      |
| AS Rom        | 1:0      | Catania Calcio |
| AC Mailand    | 0:1      | Udinese Calcio |
| Inter Mailand | 2:1      | Juventus Turin |

## Halbfinale
|               | Gesamt |                | Hinspiel | Rückspiel |
| ------------- | ------ | -------------- | -------- | --------- |
| Inter Mailand | 2:0    | AC Florenz     | 1:0      | 1:0       |
| AS Rom        | 2:1    | Udinese Calcio | 2:0      | 0:1       |

## Finale
Das Finale der Coppa Italia fand am 5. Mai 2010 in Rom statt. Zum sechsten Mal in der Vereinsgeschichte gewann Inter Mailand den Pokalwettbewerb. Den einzigen Treffer erzielte der Argentinier Diego Milito, bei der AS Rom wurde der Kapitän Francesco Totti kurz vor Spielende nach einem groben Foulspiel an Mario Balotelli des Feldes verwiesen.
| Inter Mailand                                     | Inter Mailand | AS Rom | AS Rom |
| ------------------------------------------------- | --- | --- | ------ |
| Inter Mailand                                     | \| 5. Mai 2010 um 20:45 Uhr in Rom (Stadio Olimpico) \| \| Ergebnis: 1:0 (1:0)[1] \| \| Schiedsrichter: Nicola Rizzoli (Bologna) \| | \| 5. Mai 2010 um 20:45 Uhr in Rom (Stadio Olimpico) \| \| Ergebnis: 1:0 (1:0)[1] \| \| Schiedsrichter: Nicola Rizzoli (Bologna) \| | AS Rom |
| Inter Mailand                                     | Júlio César – Javier Zanetti , Iván Córdoba (39. Walter Samuel), Marco Materazzi, Maicon – Cristian Chivu, Thiago Motta, Wesley Sneijder (6. Mario Balotelli, 90. Sulley Muntari), Esteban Cambiasso – Samuel Eto’o, Diego Milito. Cheftrainer: José Mourinho | Júlio Sérgio Bertagnoli – Nicolás Burdisso (46. Marco Motta), Juan, Philippe Mexès, John Arne Riise – David Pizarro (46. Francesco Totti), Rodrigo Taddei, Daniele De Rossi , Simone Perrotta – Mirko Vučinić, Luca Toni (63. Jérémy Ménez). Cheftrainer: Claudio Ranieri | AS Rom |
| Inter Mailand                                     | 1:0 Diego Milito (40.) | | AS Rom |
| Inter Mailand                                     | Francesco Totti (88.) | | AS Rom |
| 5. Mai 2010 um 20:45 Uhr in Rom (Stadio Olimpico) | | |        |
| Ergebnis: 1:0 (1:0)                               | | |        |
| Schiedsrichter: Nicola Rizzoli (Bologna)          | | |        |